# منتخب هولندا تحت 17 سنة لكرة القدم للسيدات
منتخب هولندا تحت 17 سنة للسيدات لكرة القدم (بالهولندية: Nederlands vrouwenvoetbalelftal onder 17)‏ هو ممثل هولندا الرسمي في المنافسات الدولية في كرة القدم في فئة كرة قدم تحت 17 سنة للسيدات
.